# Nobuo Satō

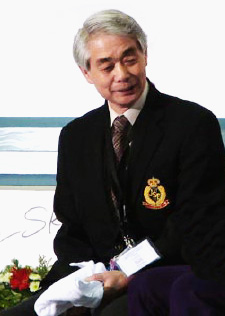
Nobuo Satō

Nobuo Satō (jap. 佐藤 信夫, Satō Nobuo; * 3. Januar 1942 in Osaka, Präfektur Osaka) ist ein ehemaliger japanischer Eiskunstläufer und Eiskunstlauftrainer.
Satō wurde von 1957 bis 1966 zehnmal hintereinander japanischer Meister im Eiskunstlaufen und hält damit den nationalen Titelrekord in der Herrenkonkurrenz. Er repräsentierte Japan bei den Olympischen Spielen 1960, wo er 14. wurde und 1964, wo er Achter wurde. Sechsmal nahm er an Weltmeisterschaften teil, sein bestes Ergebnis dort war der vierte Platz bei der Weltmeisterschaft 1965.
Sato ist mit der ehemaligen japanischen Eiskunstlaufmeisterin Kumiko Ōkawa verheiratet. Ihre gemeinsame Tochter Yuka Satō wurde 1994 Eiskunstlaufweltmeisterin.
Zusammen mit Machiko Yamada gehört Sato zu den erfolgreichsten Trainern Japans. Schüler von ihm waren oder sind Miki Andō, Shōko Ishikawa, Hirokazu Kobayashi, Takahiko Kozuka, Yukari Nakano, Yuka Satō, Wun-Chang Shih, Fumie Suguri und Mao Asada.
Im Jahr 2010 wurde Nobuo Satō in die Eiskunstlauf Hall of Fame aufgenommen.

## Ergebnisse
| Wettbewerb / Jahr          | 1956 | 1957 | 1958 | 1959 | 1960 | 1961 | 1962 | 1963 | 1964 | 1965 | 1966 |
| -------------------------- | ---- | ---- | ---- | ---- | ---- | ---- | ---- | ---- | ---- | ---- | ---- |
| Olympische Winterspiele    |      |      |      |      | 14.  |      |      |      | 8.   |      |      |
| Weltmeisterschaften        |      |      |      |      | 12.  |      | 10.  | 10.  | 8.   | 4.   | 5.   |
| Japanische Meisterschaften | 3.   | 1.   | 1.   | 1.   | 1.   | 1.   | 1.   | 1.   | 1.   | 1.   | 1.   |